# Laetitia Constant
Pour les articles homonymes, voir Constant.
 (juillet 2018).
Laetitia Constant est une écrivaine française. Elle écrit principalement des romans fantastiques et de la romance.

## Biographie
Née à Paris le  6 décembre 1981, elle a grandi au milieu de ses livres et de créatures telles que Beetlejuice ou Edward aux mains d'argent. S’il fallait la définir en un seul mot, ce serait « éclectique ». Ses goûts musicaux et cinématographiques sont parfaitement assumés, voire revendiqués. Elle tire son inspiration de ces diverses influences ainsi que du monde qui l’entoure.

## Œuvres
Romance paranormale
Série Aliénor McKanaghan (4 tomes) :
1. Litha, J'ai lu, sept 2015
2. Samhain, J'ai lu, mars 2016

## Nominations
2015 : prix des Halliennales